# Гале Болото (Житомирський район)
Гале Болото (Гнилеє Болото, Галиха, Голиха, рос. Галое Болото, Галыха) — колишній хутір у Покостівській сільській раді Житомирського району Житомирської області Української РСР.

## Населення
У 1906 році в хуторі налічувався 1 двір з 5 жителями, у 1923 році — 178 мешканців, дворів — 20, у 1924 році — 147 осіб (з перевагою населення польської національности), дворів — 27.

## Історія
У 1906 році — хутір Чуднівської волості (4-го стану) Житомирського повіту Волинської губернії. Відстань до губернського та повітового центру, м. Житомир, становила 45 верст, від волосного центру, містечка Чуднів — 22 версти. Найближче поштово-телеграфне відділення розміщувалося в Чуднові.
У березні 1921 року, в складі волості, переданий до новоутвореного Полонського повіту Волинської губернії. У 1923 році увійшов до складу новоствореної Березівської (згодом — Покостівська) сільської ради, яка 7 березня 1923 року включена до складу новоутвореного Чуднівського району Житомирської округи. Розміщувався за 25 верст від районного центру міст. Чуднів та за 4 версти — від центру сільської ради, с. Березівка.
27 червня 1925 року, в складі сільської ради, переданий до Миропільського району Житомирської округи, 1 вересня 1925 року — до складу новоутвореного Довбишського (згодом — Мархлевський) району Житомирської (згодом — Волинська) округи, 17 жовтня 1935 року — Житомирської міської ради Київської області, 14 травня 1939 року — до складу новоутвореного Житомирського району Житомирської області.
Виключений з обліку населених пунктів до 1 жовтня 1941 року.